# Urodacus yaschenkoi
Espèce
Synonymes
- Hemihoplopus yaschenkoi Birula, 1903
- Urodacus fossor Kraepelin, 1916
- Urodacus granifrons Kraepelin, 1916 nec Pocock, 1898
- Urodacus kraepelini Takashima, 1945

Urodacus yaschenkoi est une espèce de scorpions de la famille des Scorpionidae.

## Distribution
Cette espèce est endémique d'Australie. Elle se rencontre en  Australie-Méridionale, en Australie-Occidentale, dans le Sud du Territoire du Nord, dans le Sud-Ouest du Queensland, dans l'Ouest de la Nouvelle-Galles du Sud et dans l'Ouest du Victoria.

## Description

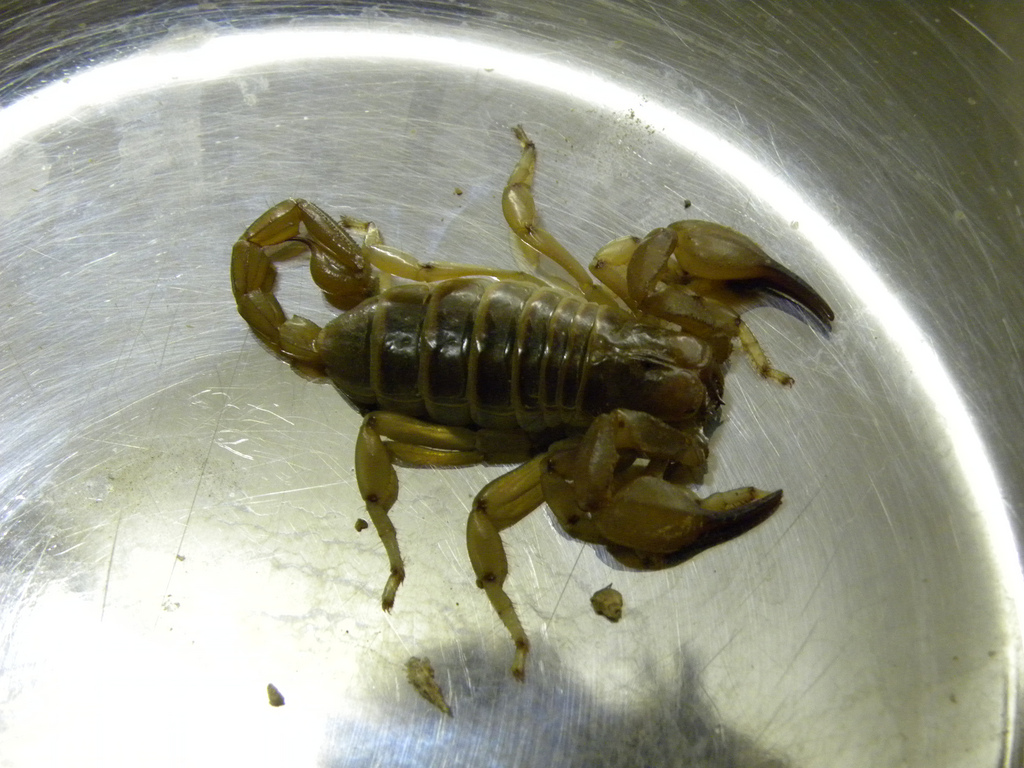
Urodacus yaschenkoi

La femelle décrite par Koch en 1977 mesure 102 mm.

## Systématique et taxinomie
Cette espèce a été décrite sous le protonyme Hemihoplopus yaschenkoi par Birula en 1903. Elle est placée dans le genre Urodacus par Kraepelin en 1908.
Pour Luna-Ramirez, Miller et Rašić en 2017, Urodacus yaschenkoi constitue un complexe d'espèces.

## Étymologie
Cette espèce est nommée en l'honneur d'Alexandr L. Yaschenko.

## Publication originale
- Birula, 1903 : « Sur un nouveau genre et une nouvelle espèce de scorpions provenant d'Australie. » Annuaire du Musée Zoologique de l’Académie des Sciences de Russie, vol. 8, p. 33-34.